# Cachoeira da Fumacinha
A cachoeira da Fumacinha é uma queda d'água brasileira localizada no município de Ibicoara, interior do Parque Nacional da Chapada Diamantina, região central do estado brasileiro da Bahia.

## Características
Atravessa um cânion com cerca de 280 metros de altura (Cânion do Julião, onde também fica a Véu de Noiva), vindo a se constituir numa queda de aproximadamente 100 metros. A trilha de acesso tem início no povoado do Baixão e é considerada de nível difícil pois há trechos de escaldada.
Em razão da dificuldade nos trechos acidentados, é comum ocorrerem acidentes e o trajeto não deve ser feito em períodos chuvosos em razão da possibilidade de trombas d'água. O cânion possui uma mata preservada e exemplares da flora como as sempre-vivas, cuja exportação para a Europa quase provocou sua extinção, razão pela qual não podem ser colhidas. O camping na trilha não é permitido.